# Rocco (cràter)
|  | No s'ha de confondre amb Ricco (cràter) o Rocca (cràter). |

Rocco és un petit cràter d'impacte de la Lluna situat a la part oriental de l'Oceanus Procellarum. Es troba a l'est de la parella de cràters formada per Krieger i Van Biesbroeck. Un altre cràter encara més petit, Ruth es troba a escassa distància cap al sud-sud-oest.

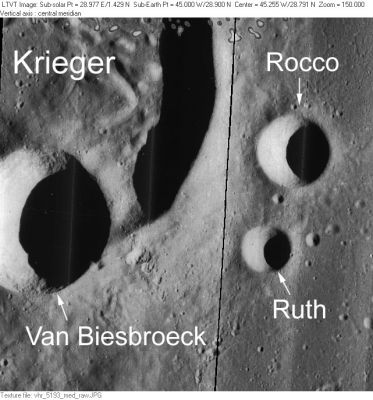
Localització de Rocco (dreta de la imatge)
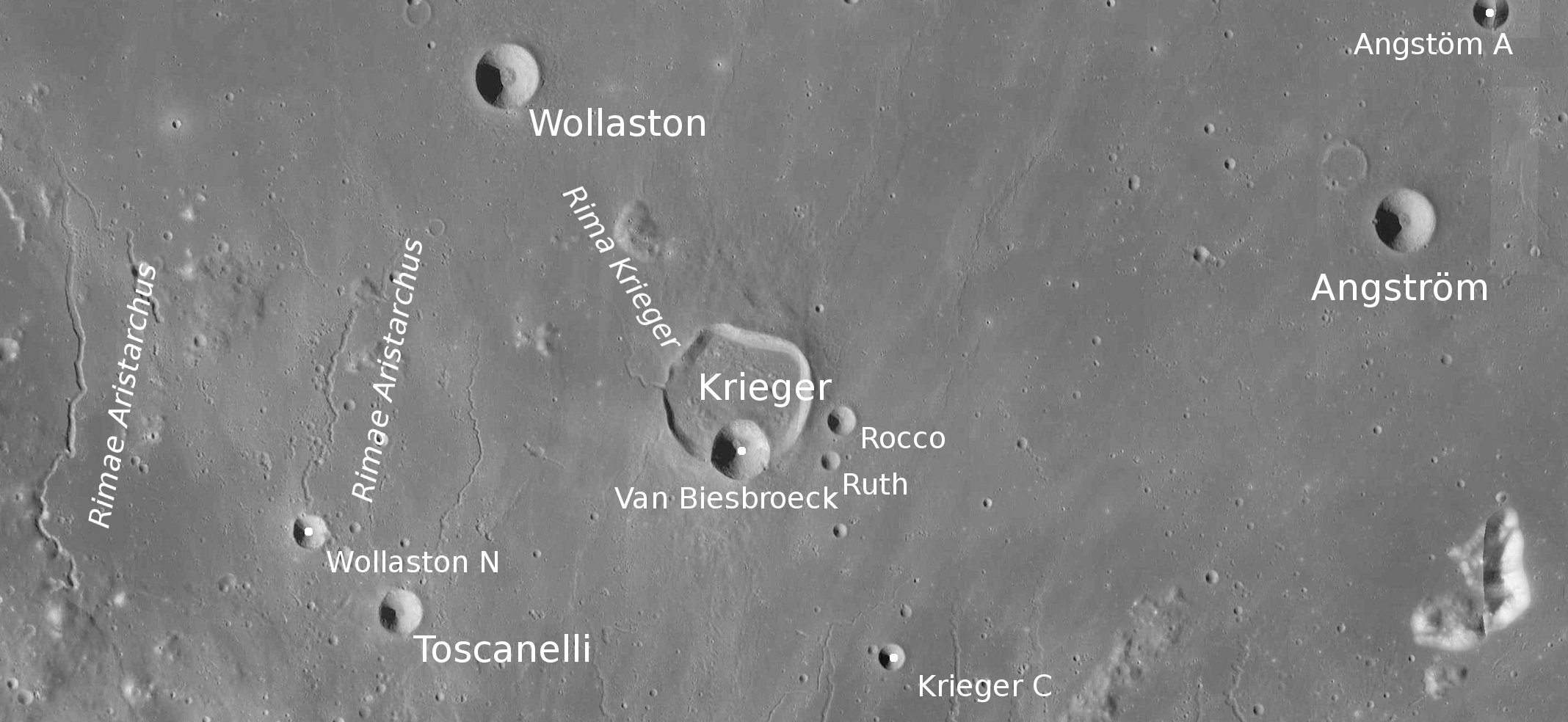
Rodalies de Rocco

És un cràter amb forma de copa, amb una mínima plataforma central. Apareix nítidament marcat sobre la superfície de la mar lunar, sense signes evidents d'erosió.
Abans que la Unió Astronòmica Internacional li adjudiqués el seu nom actual l'any 1976, el seu antic nom era Krieger D. Segons el document de la NASA RP-1097, «Rocco» és una impacte menor, el nom originalment del qual només es feia servir en connexió al Lunar Topophotomap 39A1 / S1, mapa en el qual ja apareixia rotulat.